# L'Aube écarlate
Cet article concerne le roman de Lucius Shepard. Pour le syndicat du crime visible dans Solo: A Star Wars Story, voir Liste des peuples et organisations de Star Wars.
L’Aube écarlate (titre original : The Golden) est un roman d'horreur, mais aussi à la fois un roman de science-fiction, un roman policier, un roman de vampires et même un roman philosophique écrit par Lucius Shepard en 1993. Il a obtenu le prix Locus du meilleur roman d'horreur en 1994.

## Résumé
Tous les 300 ans a lieu une cérémonie au château Banat. Elle consiste à boire le Nectar, sang d'une femme sélectionnée avec soin. Or elle est assassinée la veille en haut d'une tour. 
Le Patriarche qui dirige la confrérie charge Michel Beheim, jeune nouveau vampire et ancien préfet de police de Paris, d'enquêter sur la suggestion d’Agenor qui est son mentor. 
Michel Beheim commence donc ses investigations. Il s'aperçoit très vite qu'il est seul et que l'enjeu se situe au niveau de l'idée de fonder ou non une nouvelle colonie en Orient car l'Europe devient dangereuse pour la famille. 
Les autres protagonistes sont Giselle qui est encore humaine et lui donne son sang, l'ambitieuse Alexandra qui l'attire et Felipe qui fait des expériences sur un produit qui permettrait à leur espèce de survivre le jour. 

## Éditions
- The Golden, Lucius Shepard, Bantam, 1993, 291 pages  (ISBN 0553563033) ;
- L’Aube écarlate, Lucius Shepard, traduit de l'anglais par Jean-Daniel Brèque, éd. Denoël, coll. Présences, no 27, mars 1996, 370 pages  (ISBN 2207241629) ;
- L’Aube écarlate, Lucius Shepard, traduit de l'anglais par Jean-Daniel Brèque, éd. Gallimard, coll. Folio SF, no 54, avril 2001, 380 pages  (ISBN 2070418049).